# Ante Zaninović
Ante Zaninović (Beograd, 31. listopada 1934. – Zagreb 27. kolovoza, 2000.), autor animiranih filmova.

## Životopis
Završava Akademiju likovnih umjetnosti u Zagrebu, u klasi profesora Ljube Babića. 1960. godine počinje raditi kao fazer u Zagreb filmu. Kao animator sudjeluje u izradi Don Kihota (1960.), Vlade Kristla.
Za film O rupama i čepovima, Zaninović 1968. dobiva Grand Prix u Locarnu.
1968. i 1969. zajedno sa Zlatkom Grgićem i Borisom Kolarom stvara seriju Profesor Baltazar.

## Filmografija

### Animirani filmovi
- Truba - 1964.
- Zid - 1965.
- Priča bez veze - 1966.
- Rezultat - 1966.
- Noge - 1967.
- O rupama i čepovima - 1967.
- 12 epizoda iz I sezoneProfesor Balthazar - 1969.
- Ornitologija - 1970.
- 4 epizode iz II sezone Profesor Balthazar - 1971.
- Homo augens - 1972.
- Dezinfekcija - 1974.
- 7 epizoda iz III sezone Profesor Balthazar - 1977.
- Allegro vivace - 1982.
- Predstava - 1982.
- Zak pazi na znak ( Zuzo majstor ) - 1986.
- Čarobnjak - 1987.
- Tempo secondo - 1987.

## Vanjske poveznice
- biografija na www.film.hr
- stranica na www.imdb.com